# Коссинна, Густаф
Густаф Коссинна, нем. Gustaf Kossinna (Kossina); 28 сентября 1858, Тильзит — 20 декабря 1931, Берлин) — немецкий филолог, профессор германской археологии в Берлинском университете. Наряду с Карлом Шухардтом был известным исследователем доисторического периода и основателем так называемого «метода археологии поселений», идеи которого были близки национал-социалистической идеологии. Считается предтечей нацистской «пропагандистской археологии». В конце жизни входил в различные «патриотические» и антисемитские группировки. В 1928 году основал «Национал-социалистическое общество германской культуры», был членом «Нордического кольца», занимавшегося разработками расовой теории.

## Биография
Родился в 1858 году в Тильзите (Восточная Пруссия). Отец Густафа был учителем в средней школе. Ещё в детстве Густаф изучил латинский язык и научился играть на фортепиано. Коссинна изучал классическую и германскую филологию в ряде университетов — в Геттингене, Лейпциге, Берлине и Страсбурге. В 1881 году в Страсбурге защитил докторскую диссертацию по теме «Древнейшие верхнефранкские письменные памятники». С 1888 по 1892 год Коссинна работал библиотекарем. Интерес к прошлому и археологии привёл его в Берлинское антропологическое общество. В 1902 году он был назначен профессором немецкой археологии в Берлинском университете. После этого он опубликовал большое число книг о происхождении германских народов, основав «Немецкое общество Предыстории», чтобы стимулировать интерес к исследованиям в этой теме. Он стал самым известным археологом в немецком мире.
Коссинна был издателем журнала Mannus (1909—1942) и основателем Библиотеки Маннус.

## Идеи
В начале XX века он описал рёссенскую и гроссгартахскую культуры позднего неолита. Коссинна связывал праиндоевропейцев с культурой северонемецкой шнуровой керамики и помещал индоевропейскую прародину в Шлезвиг-Гольштейн.

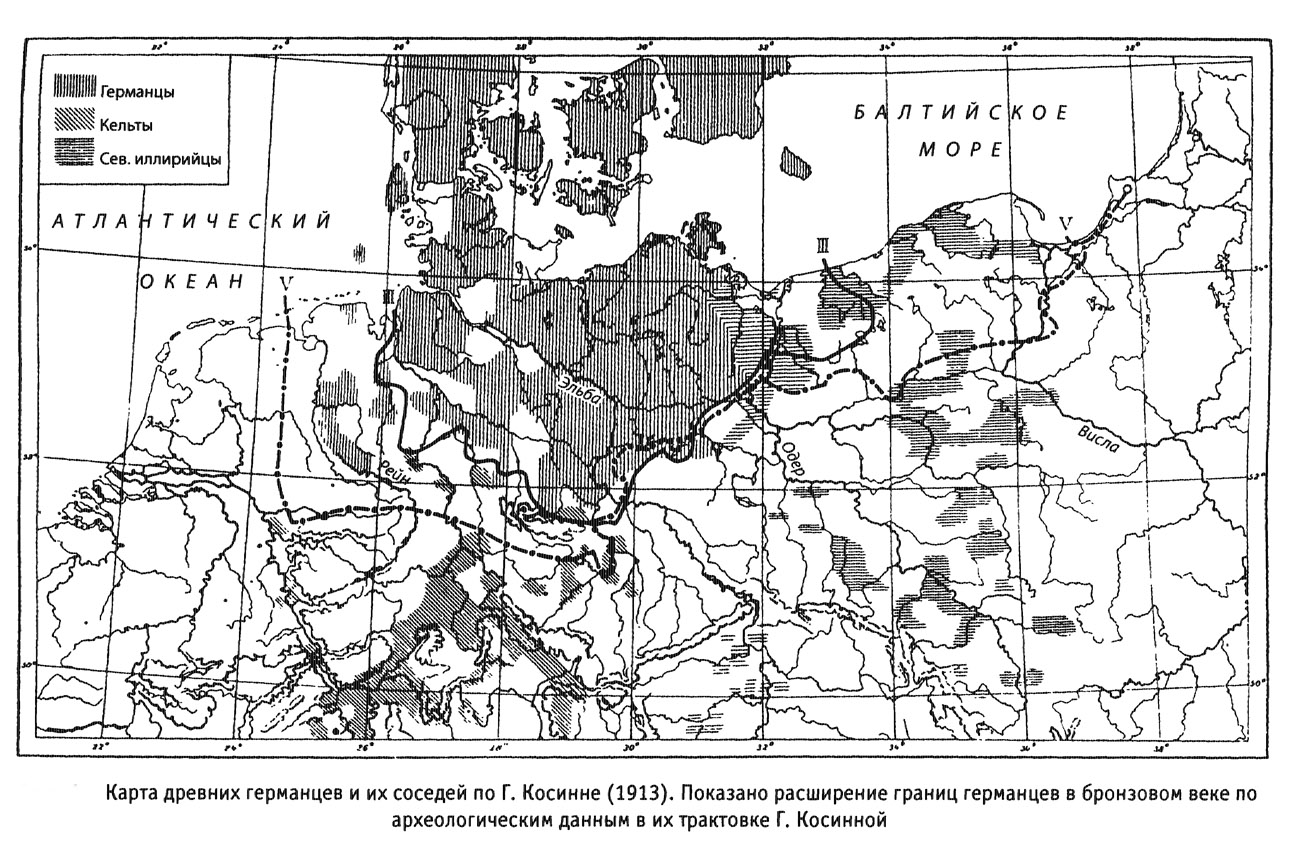
Карта распространения древних германцев и их соседей. Густаф Коссинна, 1913

Коссинна разработал методическую систему «археологии обитания» (нем. Siedlungsarchäologie), посредством которой обеспечил разработку генезиса «индогерманцев» на базе нордической гипотезы. Система основывалась на тезисе: «Чётко очерченные культурные провинции во все времена были заселены чётко определёнными народами или группами народов». На заре истории, утверждал Коссинна, везде, где письменные источники указывают германцев, обнаруживаются своеобразные погребения и вещи. Это позволяло провести границы раннегерманской территории гораздо более точно, чем по указаниям письменных источников. В своих работах Коссинна реконструировал 14 завоевательных походов «нордических арийцев» в неолите, принесших более высокую культуру народам от Испании до Индии. 
Эти идеи, однако, были резко раскритикованы, в частности, из-за их откровенно политических целей и неопределённости методологии.
Несмотря на обоснованную критику самого метода и его применения, теория Коссинны разрабатывалась и в других странах Европы и США. Она играет важную роль в изучении доисторических культур до настоящего времени.
Коссинна считал, что германские народы обладают национальной идентичностью и историческим правом на территорию, которую они когда-то занимали. Таким образом, он обеспечивал оправдание для последующей нацистской аннексии земель в Польше и Чехословакии. В одной своей статье Коссинна утверждал, что Польша должна быть частью Германской империи. По его словам, все земли, где найдены немецкие артефакты, должны считаться немецкими — частью древней немецкой территории. В 1919 году он якобы послал копию своей книги «Район Вислы — древняя родина немецкого народа» на Версальскую конференцию, чтобы подчеркнуть, что территория, которую утверждали для нового польского государства, должна быть немецкой.
В другой своей книге Коссинна выдвинул идею о существовании в древности «нордической арийской расы», потомками которой являются современные немцы. По мнению Коссинны, эта раса, сформировавшаяся ещё в бронзовом веке, физически и интеллектуально превосходила все остальные расы, а её переселение с севера на юг стало ключевым и поворотным событием мировой истории. Цель этой книги раскрывается с самого начала, её посвящение гласит: «Для немецкого народа, который является образующим блоком в реконструкции внутренне и внешне разделённого Отечества». Коссинна отстаивал эволюционистскую модель культуры, согласно которой культурная эволюция происходит путём передачи идей, научно-технических достижений и взглядов от более продвинутых народов к менее продвинутым, с которыми они вступают в контакт.
Этноцентрические теории Коссины были направлены на то, чтобы представить историю Германии превосходящей историю Римской империи. Он утверждал, что германцы никогда не были разрушителями культуры, в отличие от романских народов — и особенно французов. В сочетании с нацистской идеологией, эта теория составила основу представления, что Германия занимает доминирующее место в мировой цивилизации.

## Некоторые публикации
- Großgartacher und Rössener Stil. Zeitschrift für Ethnologie 1908, 569 ff.
- Die deutsche Vorgeschichte, eine hervorragend nationale Wissenschaft Curt Kabitzsch Verlag (Leipzig 1912).
- Die Herkunft der Germanen. Zur Methode der Siedlungsarchäologie. Mannus-Bibliothek 6 (Würzburg 1911).
- Der Goldfund vom Messingwerk bei Eberswalde und die goldenen Kultgefäße der Germanen. Mannus-Bibliothek 12 (Würzburg 1913).
- Die deutsche Ostmark, ein Heimatboden der Germanen (Berlin 1919).
- Altgermanische Kulturhöhe. Eine Einführung in die deutsche Vor- und Frühgeschichte (Leipzig 1935).
- Ursprung und Verbreitung der Germanen in vor- und frühgeschichtlicher Zeit. (3. Aufl. Leipzig 1936).